# Pseudoeurycea anitae
Espèce
Statut de conservation UICN

 CR B1ab(iii) : 
En danger critique
Pseudoeurycea anitae est une espèce d'urodèles de la famille des Plethodontidae.

## Répartition
Cette espèce est endémique de l'État d'Oaxaca au Mexique. Elle se rencontre vers 2 100 m d'altitude dans la Sierra Madre del Sur à San Vicente Lachixio.

## Étymologie
Cette espèce est nommée en l'honneur d'Anita Jones.

## Publication originale
- Bogert, 1967 : New salamanders of the plethodontid genus Pseudoeurycea from the Sierra Madre del Sur of Mexico. American Museum Novitates, no 2314, p. 1-27 (texte intégral).